# Crematogaster chlorotica
Crematogaster chlorotica är en myrart som beskrevs av Carlo Emery 1899. Crematogaster chlorotica ingår i släktet Crematogaster och familjen myror. Inga underarter finns listade i Catalogue of Life.